# Steve Reeves
Pour les articles homonymes, voir Reeves.
Steve Reeves, né le 21 janvier 1926 à Glasgow (Montana) et mort le 1er mai 2000 à Escondido (Californie), est un culturiste, acteur et scénariste américain.

## Biographie
Il est né dans un ranch dans le Montana. Son père est mort dans un accident de ferme.
À l'âge de six mois, il gagne le titre de « bébé en meilleure santé dans le comté » (« Healthiest Baby of Valley County »). Sa famille déménage en Californie peu de temps après.
Grâce à ses mensurations exceptionnelles, il commence sa carrière d'acteur dans les années 1950. Il incarne des héros mythologiques comme Hercule et Énée. Sa carrière cinématographique a été plus que satisfaisante dans la mesure où il a été l'acteur le mieux payé de son époque avec Sophia Loren. Lorsqu’il a pris sa retraite précocement à la suite d’une blessure, il s’est retiré dans un ranch pour se mettre à écrire et élever des chevaux, sa passion de toujours.

### Le succès comme culturiste
Il s'engage dans l'armée, où il charge les camions, et utilise son temps libre pour faire de la gymnastique. Voyant les résultats de ces exercices, il décide de faire du culturisme professionnel.
Durant sa courte carrière de culturiste (1946-1950), Steve Reeves remporte cinq titres majeurs:
- Son palmarès :
  - 1946 : Mr. Pacific Coast (au cours de son service dans l'armée)
  - 1947 : Mr. Western America
  - 1947 : Mr. America
  - 1948 : Mr. World
  - 1950 : Mr Univers
- Il a également participé aux podiums suivant[2] :
  - 1948 : Mr. USA (2e place)
  - 1948 : Mr Univers (2e place)
  - 1949 : Mr. USA (3e place)

Preuves de son indéniable potentiel, ses mensurations parlent d'elles-mêmes:
- Taille : 1,86 m
- Poids : 98 kg
- Épaules : 60 cm (largeur)
- Cou : 46 cm
- Poitrine : 132 cm
- Tour de taille : 73,6 cm
- Hanches : 96,5 cm
- Biceps : 46 cm
- Avant-bras : 37,5 cm
- Cuisses : 66 cm
- Mollets : 46 cm

### Carrière cinématographique

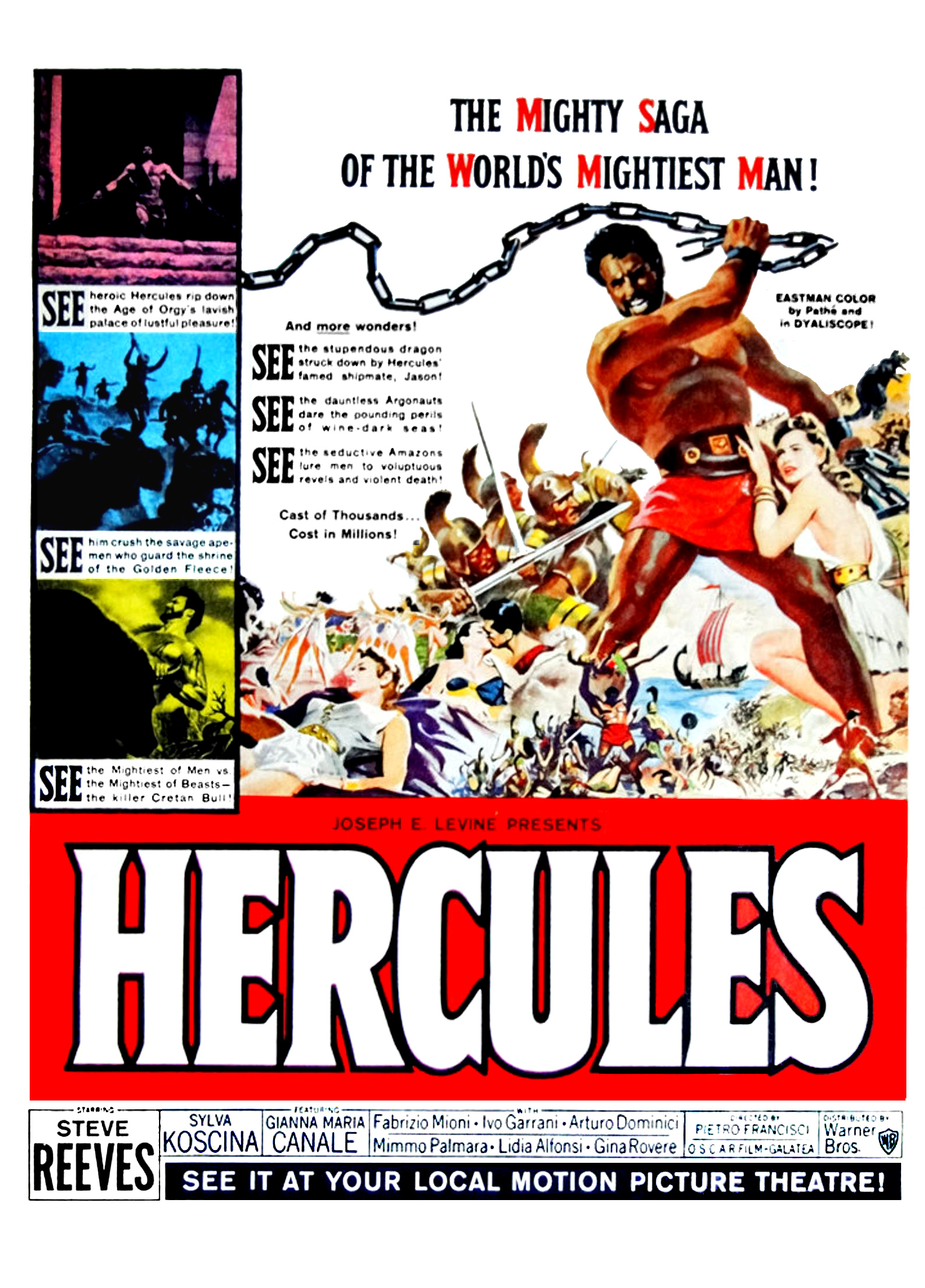
Page de publicité dans un magazine américain pour le film Les Travaux d'Hercule (1958)

Il se rend à New York, où il étudie pour être acteur, et se dirige ensuite à Hollywood. Il n'obtient pas beaucoup de rôles au début de sa carrière, excepté le rôle d'inspecteur que lui donne Edward D. Wood Jr. dans Jail Bait (1954). Il obtient également de petits rôles à la télévision, mais c'est sa contribution comme petit ami de Jane Powell dans Athena (1954) qui lui vaut d'être remarqué par Pietro Francisci. Celui-ci le décide à venir en Europe pour tourner Les Travaux d'Hercule (1958). Les critiques font la moue devant cette mythologie de bas étage, mais le public s’enthousiasme pour ces récits épiques « d'épée et de sandale », malgré la pauvre qualité de la bande-son, et ce rôle fait de lui une star. Il continue sur sa lancée et ouvre la voie à d'autres, tels Ed Fury, Mark Forest, Reg Park, en jouant des figures mythologiques musclées comme Samson, Maciste ou Ursus.

#### Blessure
Durant le tournage des Derniers Jours de Pompéi (1959), Steve Reeves se disloque l'épaule lorsque le char qu'il conduit percute un arbre. Il se blesse à nouveau l'épaule lors d'une scène où il doit s'échapper en nageant sous l'eau,. Cette blessure s'aggrave progressivement et l'oblige à se faire doubler dans la plupart de ses scènes d'action. Deux actrices, qui ont été ses partenaires, témoignent dans leur biographie de sa faiblesse apparente :
- Mylène Demongeot sur le tournage de La Bataille de Marathon (La battaglia di Maratona) en 1959 : « Il y a une scène où il doit courir en me portant, mais je glisse sur le Baby Oil[5] comme une anguille… Il n’arrive d’ailleurs pas à me porter longtemps. Pourtant je suis bien légère dans ces années-là. Je découvre que « beaux gros muscles » ne veut pas dire forcément costaud. Il a très peu de force, en vérité. C’est étrange. »[6]
- Valérie Lagrange sur le tournage de Capitaine Morgan (Morgan il pirata) en 1960 : « Dans une scène, il devait me prendre par les épaules, me soulever, m’embrasser et me reposer. Mais lui qui pourtant avait joué Hercule n’y arrivait pas. Alors je devais monter sur un petit banc, pour simuler l’action. »[7]

Cette blessure le force finalement à prendre sa retraite des plateaux de cinéma et de la musculation. Il s'engage alors dans la promotion du culturisme naturel, tout en poursuivant sa passion pour l'élevage de chevaux dans son ranch.
Il meurt d'un lymphome à 74 ans.

### Vie privée
- Après avoir divorcé le 4 septembre 1956 de Sandra Smith qu'il avait épousée le 31 janvier 1955, il a été marié à Aline Czartjarwicz du 24 juin 1963 jusqu'à la mort de celle-ci le 24 juillet 1989.
- Il n'a aucune parenté avec l'acteur George Reeves qui a tenu le rôle de Superman dans la série télévisée Les Aventures de Superman diffusée dans les années 1950.

## Hommages
Quand Steve Reeves meurt en 2000, Arnold Schwarzenegger lui rend hommage en ces termes : « Adolescent, j'ai grandi avec Steve Reeves. Ses accomplissements remarquables m'ont permis de percevoir ce qui était possible, quand d'autres autour de moi ne comprenaient pas toujours mes rêves... Une part de Steve Reeves a été présente dans tout ce que j'ai pu avoir la chance d'accomplir. »
Il est explicitement cité dans le Rocky Horror Picture Show.

## Filmographie

### Cinéma
- 1949 : Kimbar of the jungle, court métrage de Robert Tansey : Kimbar[9]
- 1953 :  Les hommes préfèrent les blondes d'Howard Hawks : un athlète du groupe olympique
- 1954 : Jail Bait d'Edward D. Wood Jr. : le lieutenant Bob Lawrence
- 1954 : Athena de Richard Thorpe : Ed Perkins
- 1955 : Kismet de Vincente Minnelli : un garde du vizir[réf. à confirmer]
- 1958 : Les Travaux d'Hercule (Le fatiche di Ercole) de Pietro Francisci : Hercule
- 1959 : Hercule et la reine de Lydie (Ercole e la regina di Lidia) de Pietro Francisci : Hercule
- 1959 : La Charge des Cosaques (Agi Murad il diavolo bianco) de Riccardo Freda : Hadji Murad, le guerrier blanc
- 1959 : La Terreur des barbares (Il terrore dei barbari) de Carlo Campogalliani : Emiliano (alias « Goliath »)
- 1959 : Les Derniers Jours de Pompéi (Gli ultimi giorni di Pompei) de Mario Bonnard : Glaucus
- 1959 : La Bataille de Marathon (La battaglia di Maratona) de Jacques Tourneur : Phidippidès
- 1960 : Capitaine Morgan (Morgan il pirata) d'André de Toth et Primo Zeglio : Henry Morgan
- 1961 : Le Voleur de Bagdad (Il ladro di Bagdad) d'Arthur Lubin et Bruno Vailati : Karim
- 1961 : La Guerre de Troie (La guerra di Troia) de Giorgio Ferroni : Énée
- 1961 : Romulus et Remus (Romolo e Remo) de Sergio Corbucci : Romulus
- 1962 : Le Fils de Spartacus (Il figlio di Spartacus) de Sergio Corbucci : Randus
- 1962 : Les Conquérants héroïques (La leggenda di Enea) de Giorgio Venturini : Énée
- 1963 : Le Jour le plus court (Il giorno più corto) de Sergio Corbucci : simple apparition
- 1963 : Sandokan, le tigre de Bornéo (Sandokan, la tigre di Mompracem) d'Umberto Lenzi : Sandokan
- 1964 : Les Pirates de la Malaisie (I pirati della Malesia) d'Umberto Lenzi : Sandokan
- 1964 : Le Temple de l'éléphant blanc (Sandok, il Maciste della giungla) d'Umberto Lenzi : un officier indien (figuration)[réf. à confirmer]
- 1968 : L'Évadé de Yuma (Vivo per la tua morte) de Camillo Bazzoni : Mike Sturges

### Télévision
- 1953 : Topper, série : Joe Manurki / Masseur
- 1957 : The George Burns and Gracie Allen Show (en), série : Foley

### Scénariste
- 1968 : L'Évadé de Yuma (Vivo per la tua morte) de Camillo Bazzoni

## Doublage français
- Jean-Claude Michel dans :
  - Les Travaux d'Hercule
  - Hercule et la Reine de Lydie
  - La Bataille de Marathon
  - Capitaine Morgan
- Jean Claudio dans :
  - La Charge des Cosaques
  - Les Pirates de Malaisie
- Bernard Noël dans :
  - La Terreur des barbares
  - Les Derniers Jours de Pompéi
- Michel Cogoni dans :
  - Romulus et Rémus
  - Le Fils de Spartacus

et aussi :
- Hubert Noël dans Les hommes préfèrent les blondes
- Jacques Beauchey dans Le Voleur de Bagdad
- Raymond Loyer dans La Guerre de Troie
- Jacques Toja dans Les Conquérants héroïques
- René Arrieu dans Sandokan, le tigre de Bornéo

## Théâtre
- 1953 : Kismet, comédie musicale de Robert Wright et George Forrest, mise en scène Albert Marre, Ziegfeld Theatre (Broadway) : un garde du magicien.
- 1955 : The Vamp, comédie musicale de John La Touche et Sam Locke, mise en scène David Alexander, Winter Garden Theatre (Broadway) : l'homme musclé

## Vidéo
- 1994 : Hercules Recycled, montage vidéo de Richard Bickerton (68 minutes), 1 VHS couleur NTSC (Tapeworm Video Distribution).